# Robert Louis Antral
Robert Louis Antral, más conocido como Robert Antral (Châlons-sur-Marne, 13 de julio de 1895-París, 7 de junio o 13 de julio de 1939) fue un grabador, ilustrador y pintor francés.

## Vida y obra
Antral nació en Châlons-sur-Marne el 13 de julio de 1895. Tras un breve paso por la École des arts décoratifs de París, se formó en los talleres del escultor Antoine Bourdelle y del pintor Maximilien Luce. Posteriormente frecuentaría el taller de Fernand Cormon, veterano pintor de temas históricos que había tenido alumnos luego famosos como Vincent van Gogh, Toulouse-Lautrec, Matisse y Émile Bernard.
El joven Antral debió de vivir estrecheces económicas, pues en 1913 se enroló en un barco que pescaba langostinos en Mauritania. Reclutado para combatir en la I Guerra Mundial (1914-18), resultó herido y recibió la Croix de guerre.
En 1918 inició su tarea como ilustrador con la serie Les Evacués (ocho litografías), pero su primer trabajo ya relevante es de 1921: Le Coeur et la boue de Paul Vialar. Otras series grabadas son Saint Lazare (sobre la vida cotidiana en una siniestra prisión de mujeres) y Titine, histoire d’un viol (sobre la violación a una niña). También trabajó la xilografía (libro Jean-François de Nantes, 1928). Buena prueba del renombre que alcanzó Antral en el medio gráfico es que participó en la carpeta Paris 1937 junto a maestros como Matisse, Raoul Dufy, Pierre Bonnard, Derain y Albert Marquet. Esta suite fue producida por el editor Jean-Gabriel Daragnès para el ayuntamiento de París.
Robert Antral también produjo pinturas, si bien su obra más conocida o difundida son los grabados. Su único ejemplo al óleo en museos españoles ha de ser el paisaje que se conserva en el Museo de Bellas Artes de Bilbao: una vista de la localidad normanda de Fécamp, adquirido en 1924. Delata la influencia de Cézanne.
El estilo de este artista es más bien ecléctico: se movió en una línea figurativa dentro del «retorno al orden» posterior al cubismo, el cual le influyó. Algunas de sus obras pueden recordar al Derain maduro y a Félix Vallotton, y otras (en especial algunos grabados) delatan deudas con George Grosz y el expresionismo alemán.
Fue un artista muy viajero: Bélgica, Holanda, Italia, España, Portugal. Se casó en 1921 y al año siguiente tuvo una hija.
En 1926 ganó el Premio Blumenthal, instituido por la filántropa norteamericana Florence Meyer Blumenthal para apoyar a creadores jóvenes de Francia, tanto artistas como músicos y escritores.
Robert Antral murió por una crisis de uremia en 1939, en París. Las fuentes divergen al dar la fecha exacta del fallecimiento: unas dicen que fue el 7 de junio, y otras el 13 de julio.
En 1945, el Musée Galliera le dedicó una retrospectiva, y al año siguiente la Villa de París instituyó en su recuerdo el premio de pintura Prix Antral, dotado con una importante suma de dinero y que también honraba a los artistas premiados con una antológica en el Palacio de Chaillot. Este certamen se siguió celebrando al menos hasta 1982.